# قائمة المنظمات الطبية
فيما يلي قائمة المنظمات الطبية:

## دولية
- الاتحاد العالمي لجمعيات جراحة الأعصاب

## استرالياونيوزيلندا
- الكلية الأسترالية لطب الطوارئ
- الكلية الأسترالية لأطباء الأمراض الجلدية
- الرابطة الطبية الأسترالية
- كلية أستراليا ونيوزيلندا لأطباء التخدير
- جمعية إصلاح الأطباء في أستراليا
- خدمة الوصفات الوطنية
- الكلية الملكية الأسترالية للأطباء
- الكلية الملكية الأسترالية للجراحين
- الكلية الملكية الأسترالية والنيوزيلندية لأطباء الأشعة
- الكلية الملكية الأسترالية للممارسين العامين
- الكلية الملكية الأسترالية والنيوزيلندية للأطباء النفسيين
- الكلية الملكية الأسترالية والنيوزيلندية لأطباء النساء والتوليد
- الكلية الملكية الأسترالية والنيوزيلندية لأطباء العيون
- الكلية الملكية الأسترالية والنيوزيلندية لأطباء الأشعة
- الكلية الملكية لعلماء الأمراض في أستراليا

## آسيا

### هونج كونج
- كلية هونغ كونغ للأطباء

### الهند
- جمعية جراحة العظام الهندية
- أكاديمية ابن سينا لطب وعلوم العصور الوسطى
- الأكاديمية الهندية لطب الأطفال
- أكاديمية أطباء الأسرة في الهند
- الرابطة الطبية الهندية
- رابطة الجراحين في الهند

### سيريلانكا
- كلية أطباء المجتمع في سريلانكا

## أفريقيا
- الرابطة الطبية الجنوب أفريقية
- الرابطة الطبية النيجيرية
- المجلس السيشيلي للطب وطب الأسنان

## أوروبا
- جمعية طب القلب والأوعية الدموية والأشعة التداخلية في أوروبا (CIRSE)
- الأكاديمية الأوروبية للحساسية والمناعة السريرية (EAACI)
- الرابطة الأوروبية للكلى - الرابطة الأوروبية لغسيل الكلى وزرعها (ERA-EDTA)
- الجمعية الأوروبية لطب الأورام (ESMO)
- الجمعية الأوروبية لطب القلب (ESC)
- الجمعية الأوروبية للأشعة (ESR)
- المجلس الدولي للبحوث والدراسات الطبية (IBMRS)

### الدنمارك
- الرابطة الطبية الدنماركية

### ألمانيا
- جمعية الجمعيات الطبية العلمية في ألمانيا (AWMF)
- الوكالة الألمانية للجودة في الطب
- الجمعية الطبية الألمانية
- الشبكة الألمانية للطب المبني على الأدلة
- جمعية علم النفس (PV)

### جمهورية ايرلندا
- الكلية الأيرلندية للأطباء العامّين
- الكلية الأيرلندية لأطباء العيون
- المنظمة الطبية الأيرلندية
- الكلية الملكية للأطباء في أيرلندا
- الكلية الملكية للجراحين في أيرلندا

### المملكة المتحدة
- رابطة أطباء التخدير في بريطانيا العظمى وأيرلندا
- جمعية طب الشيخوخة البريطانية
- الرابطة الطبية البريطانية
- الكلية الملكية لأطباء التخدير
- الكلية الملكية لطب الطوارئ
- الكلية الملكية للممارسين العامين
- الكلية الملكية للقابلات
- كلية التمريض الملكية
- الكلية الملكية لأطباء النساء والتوليد
- الكلية الملكية لأطباء العيون
- الكلية الملكية لطب الأطفال وصحة الطفل
- الكلية الملكية لعلماء الأمراض
- كلية الأطباء الملكية
- كلية الأطباء الملكية في إدنبرة
- الكلية الملكية للأطباء النفسيين
- الكلية الملكية لأطباء الأشعة
- الكلية الملكية للجراحين في إنجلترا
- الكلية الملكية للجراحين في ادنبره
- الكلية الملكية للأطباء والجراحين في غلاسكو
- الجمعية الطبية الملكية
- الجمعية الملكية للطب
- الجمعية الملكية لطب المناطق المدارية والنظافة

## شمال أمريكا

### كندا
- جمعية القلب والأوعية الدموية الكندية
- الرابطة الطبية الكندية
- كلية أطباء الأسرة بكندا
- كلية الأطباء والجراحين في أونتاريو
- معهد ليبين للقلب والأوعية الدموية في ألبرتا
- الكلية الملكية للأطباء والجراحين في كندا

### الولايات المتحدة الأمريكية
- الاكاديمية الأمريكية للطب النفسى من الإدمان
- الأكاديمية الأمريكية للطب النفسي للأطفال والمراهقين
- الأكاديمية الأمريكية لطب الجلد
- الأكاديمية الأمريكية لطب الطوارئ
- الأكاديمية الأمريكية لأطباء الأسرة
- الأكاديمية الأمريكية لطب المسنين والطب التلطيفي
- الأكاديمية الأمريكية لطب الأنف والأذن والحنجرة - جراحة الرأس والرقبة
- الأكاديمية الأمريكية للوخز بالإبر الطبية
- الأكاديمية الأمريكية لطب الأعصاب
- الأكاديمية الأمريكية لطب الأطفال
- الأكاديمية الأمريكية للطب النفسي والقانون
- الأكاديمية الأمريكية لطب النوم
- الرابطة الأمريكية للطب النفسي للشيخوخة
- الرابطة الأمريكية لتقويم الأسنان
- الرابطة الأمريكية لأخصائيي الأطباء
- الكلية الأمريكية لأمراض القلب
- الكلية الأمريكية لأطباء الصدر
- الكلية الأمريكية لأطباء الطوارئ
- الكلية الأمريكية لأمراض الجهاز الهضمي
- الكلية الأمريكية لأطباء الأمراض النسائية والتوليد
- كلية الأطباء الأمريكية
- الكلية الأمريكية للطب الوقائي
- الكلية الأمريكية للأشعة
- كلية الجراحين الأمريكية
- الرابطة الأمريكية لأمراض الجهاز الهضمي
- الجمعية الطبية الأميركية
- جمعية ماساتشوستس الطبية
- الرابطة النسائية الطبية الأمريكية
- محترفو الصحة المسلمون الأمريكيون
- الرابطة الأمريكية للطب النفسي العصبي
- الرابطة الأمريكية للطب النفسي
- جمعية التحليل النفسي الأمريكية
- جمعية رونتجن راي الأمريكية
- الجمعية الأمريكية لطب الإدمان
- الجمعية الأمريكية لأطباء التخدير
- الجمعية الأمريكية للطب التناسلي
- رابطة الكليات الطبية الأمريكية
- رابطة الأطباء والجراحين الأمريكيين
- الرابطة الوطنية لفنيي الطوارئ الطبية
- جمعية الطب الإشعاعي لأمريكا الشمالية
- جمعية أشعة الأطفال
- جمعية الأشعة التداخلية
- جمعية طب المستشفيات
- جمعية الرعاية العاجلة الأمريكية

## جنوب أمريكا

### البرازيل
- الرابطة الطبية البرازيلية

## مناطق أخرى
- جمعية ديناميكيات نظام القلب والأوعية الدموية (CSDS)
- جمعية الغدد الصماء
- مجموعة الأورام النسائية
- الجمعية الدولية للأرصاد الجوية الحيوية
- الرابطة الطبية العالمية
- الأكاديمية العالمية للعلوم الطبية (WAMS) [1]